# خير كوبمانس
خيراردوس بيتر جان (خير) كوبمانس (بالهولندية: Gerardus Peter Jan (Ger) Koopmans) (مواليد 14 أغسطس 1962 في فيلدين) هو سياسي هولندي. شغل منصب رئيس البلدية المؤقت لمدينة ستاين في مقاطعة ليمبورخ في عام 2013. وكان عضوًا في مجلس النواب الهولندي من 23 مايو 2002 إلى 19 سبتمبر 2012 عن حزب النداء الديمقراطي المسيحي. ركز على مسائل الزراعة والحفاظ على البيئة وسلامة الغذاء والتنظيم الحكومي.
كما شغل منصب رئيس المجلس الوطني لمنظمة كشافة هولندا من عام 2006 حتى عام 2011. وهو مثلي الجنس علنا.

## الأوسمة
حصل خير في عام 2012 على فارس من وسام عائلة أوراني - ناساو.